# Comuna Pișcolt, Satu Mare
Pișcolt (în maghiară: Piskolt) este o comună în județul Satu Mare, Transilvania, România, formată din satele Pișcolt (reședința), Resighea și Scărișoara Nouă.

## Demografie
Componența etnică a comunei Pișcolt
     Români (59,41%)
     Maghiari (21,11%)
     Romi (15,62%)
     Alte etnii (0,1%)
     Necunoscută (3,75%)
Componența confesională a comunei Pișcolt
     Ortodocși (62,99%)
     Reformați (23,94%)
     Romano-catolici (5,93%)
     Greco-catolici (1,57%)
     Penticostali (1,47%)
     Alte religii (0,2%)
     Necunoscută (3,89%)
Conform recensământului efectuat în 2021, populația comunei Pișcolt se ridică la 2.932 de locuitori, în scădere față de recensământul anterior din 2011, când fuseseră înregistrați 3.161 de locuitori. Majoritatea locuitorilor sunt români (59,41%), cu minorități de maghiari (21,11%) și romi (15,62%), iar pentru 3,75% nu se cunoaște apartenența etnică. Din punct de vedere confesional, majoritatea locuitorilor sunt ortodocși (62,99%), cu minorități de reformați (23,94%), romano-catolici (5,93%), greco-catolici (1,57%) și penticostali (1,47%), iar pentru 3,89% nu se cunoaște apartenența confesională.

## Politică și administrație
Comuna Pișcolt este administrată de un primar și un consiliu local compus din 13 consilieri. Primarul, Cosmin-Vasile Varga[*], de la Partidul Național Liberal, este în funcție din 2008. Începând cu alegerile locale din 2024, consiliul local are următoarea componență pe partide politice:
|  | Partid                                  | Consilieri | Componența Consiliului | Componența Consiliului | Componența Consiliului | Componența Consiliului |
|  | --------------------------------------- | ---------- | ---------------------- | ---------------------- | ---------------------- | ---------------------- |
|  | Partidul Național Liberal               | 4          |                        |                        |                        |                        |
|  | Partidul Social Democrat                | 3          |                        |                        |                        |                        |
|  | Uniunea Democrată Maghiară din România  | 3          |                        |                        |                        |                        |
|  | Reînnoim Proiectul European al României | 2          |                        |                        |                        |                        |
|  | Alianța pentru Unirea Românilor         | 1          |                        |                        |                        |                        |

## Personalități
- Claudiu-Lucian Pop (n. 1972), episcop greco-catolic de Cluj-Gherla